# Pseudodistoma novaezelandiae
Pseudodistoma novaezelandiae är en sjöpungsart som först beskrevs av Brewin 1950.  Pseudodistoma novaezelandiae ingår i släktet Pseudodistoma och familjen Pseudodistomidae. Inga underarter finns listade i Catalogue of Life.